# Pecio de Dokós
El pecio de Dokós es el pecio submarino más antiguo conocido por los arqueólogos. El pecio se ha datado en el periodo heládico antiguo II (EHII), 2700-2200 a. C.
Los restos del naufragio se encuentran a entre 15-30 metros bajo el agua frente a la costa del sur de Grecia, cerca de la isla de Dokós, llamada en la Antigüedad Aperopia, en el Mar Egeo. Dokos se encuentra a unos 100 km al este de Esparta, Peloponeso.
El barco desapareció hace tiempo, ya que todas sus partes biodegradables se han disuelto en el mar. La única evidencia superviviente del naufragio es un cargamento de cientos de vasijas de arcilla y otros artículos de cerámica que se llevaban a bordo del barco. Estos restos de cuatro mil años de antigüedad fueron descubiertos por el arqueólogo estadounidense Peter Throckmorton el 23 de agosto de 1975.
El pecio fue excavado exahustivamente entre 1989 y 1992 por el Instituto Helénico de Arqueología Marina (HIMA). El arqueólogo Yorgos Papathanasópulos, presidente del HIMA, llevó a cabo la primera excavación a gran escala de un antiguo naufragio en Grecia. Debido a la irregularidad del lecho marino, se utilizó un nuevo sistema, el Sonic High Accuracy Ranging and Positioning System (SHARPS), para trazar y cartografiar los hallazgos submarinos. Se llevaron a cabo prospecciones adicionales y se confirmó la hipótesis de que los restos databan del período heládico antiguo.

## Restos
Según el HIMA, los restos de cerámica de las Cícladas datan de en torno al 2200 a. C., lo que convierte al pecio del Dokos en el naufragio submarino más antiguo conocido hasta ahora. Las vasijas de arcilla parecen ser mercancía procedente de un antiguo taller de Argólida. Se presume que estaban destinadas al comercio con pequeñas aldeas costeras en torno al golfo de Argos y el mar de Mirtos. Los restos de la carga son una de las mayores colecciones de cerámica de principios del periodo heládico antiguo II que se conocen. Esta tecnología cerámica es anterior a la invención del torno de alfarero.
La cerámica estaba compuesta por cientos de piezas, entre ellas vasos, utensilios de cocina y urnas. Se descubrieron más de 500 vasijas de arcilla. Había una gran variedad de salseras de múltiples formas y tamaños. Los cuencos y las salseras del periodo heládico antiguo eran los tipos más comunes encontrados en el sur y el centro de Grecia. Tras una inspección más detallada de las salseras, se ha sugerido que estos tipos se parecen a los de Askitario en Ática, y también son comparables a los de Lerna y de las Cícladas. Estas pruebas demuestran que el naufragio podría situarse en la ruta comercial marítima desde el sur de Eubea hasta los golfos Sarónico y Argólico. Se encontraron muchas ánforas, así como lavabos, jarras de boca ancha, braseros, bandejas para hornear, askos, pithoi y utensilios domésticos comunes.
También se encontraron anclas de piedra a 40 m del pecio. Las anclas eran dos grandes rocas con agujeros, que probablemente habrían sido arrojadas antes de que el barco se hundiera. También se encontraron lingotes de plomo utilizados para el comercio. El barco mercante llevaba una amplia variedad de vajillas y se especula que comerciaba por toda la región.
Durante las excavaciones realizadas por el HIMA entre 1989 y 1992, se encontraron más de 15.000 fragmentos de cerámica y artefactos. También se encontraron muchas piedras de molino en el yacimiento, que se especula que formaban parte de la carga del barco o que posiblemente se utilizaron como lastre. Estos artefactos y objetos fueron sacados del fondo del mar y transportados al Museo de Spetses, donde se estudian y conservan.